# Horsepower-hour
Horsepower-hour (Einheitenzeichen: hph) ist eine im SI nicht zulässige Maßeinheit der Energie. Sie bezeichnet bildhaft gesprochen die Arbeit, die ein Pferd in einer Stunde zu vollbringen fähig ist (die Leistung eines Pferdes über die Zeitdauer von einer Stunde integriert). Aufgrund gewisser Abweichungen in der Definition einer Pferdestärke stimmt die horsepower-hour nicht ganz genau mit der früher auch im deutschen Sprachraum verwendeten Pferdestärkenstunde (abgekürzt PSh) überein.
1 hph = 1,014 PSh = 0,7457 kWh